# José da Penha
José da Penha là một đô thị thuộc bang Rio Grande do Norte, Brasil. Đô thị này có diện tích 117,634 km², dân số năm 2007 là 6187 người, mật độ 52,6 người/km².